# Internet Video Converter
Internet Video Converter est un logiciel de conversion de vidéos, qui peut aussi télécharger des vidéos issues de sites de partage (comme YouTube ou Dailymotion), et permet de les reconvertir dans un autre format vidéo. Il prend aussi en charge la conversion vers les formats Flash (.flv) et SWF (.flv). Le logiciel est plutôt difficile à réclame car quand même une petite connaissance en la matière. Il existe en deux versions en français et en anglais.
La dernière version d'Internet Video Converter est la 1.53. Elle est déclinée en version PRO (payante et pour un usage commercial) et en version Standard (gratuite et pour un usage non commercial).

## Conversions
Ce logiciel peut convertir des fichiers vidéo tels que le Mpeg-1, le Mpeg-2 et le Mpeg-4, le Windows Media Video (WMV), le Xvid, le Divx, le 3gp et le format Quicktime (.mov).